# Moncé-en-Belin
Moncé-en-Belin è un comune francese di 3 430 abitanti situato nel dipartimento della Sarthe nella regione dei Paesi della Loira.

## Società

### Evoluzione demografica
Abitanti censiti